# Dysithamnus
Dysithamnus là một chi chim trong họ Thamnophilidae.